# Sergi Barjuan
Sergi Barjuan Esclusa, le plus souvent appelé simplement Sergi, né le 28 décembre 1971 à Las Franquesas del Vallès (Catalogne, Espagne), est un footballeur international espagnol, reconverti en entraîneur. Il entraîne le FC Barcelone B de 2021 à 2022.

## Biographie

### Joueur

#### Carrière en club
Formé à La Masia, Sergi fait ses débuts avec l'équipe première le 24 novembre 1993, en Ligue des champions, face à Galatasaray, sous les ordres de Johan Cruijff. Il reçoit après cette première saison le prix Don Balon de la révélation de l'année. 
Il reste fidèle au club catalan pendant près de dix ans, remportant de nombreux titres, avant de rejoindre en 2002 l'Atletico Madrid où il fait partie de l'effectif jusqu'à sa retraite sportive.
Avec le FC Barcelone, il joue 46 matchs en Ligue des champions. Il dispute la finale de la Ligue des champions en 1994, perdue face au club italien du Milan AC sur le lourd score de 4-0.
Avec les clubs du FC Barcelone et de l'Atlético de Madrid, il joue 395 matchs dans les divisions professionnelles espagnoles, inscrivant 10 buts dans ces championnats. Il est le capitaine du Barça lors de la saison 2001-2002.

#### Carrière en équipe nationale
Il porte les couleurs de la sélection ibérique à 56 reprises entre 1994 et 2002, et inscrit un but en équipe d'Espagne. 
Javier Clemente le sélectionne pour la première fois le 9 février 1994 en amical contre la Pologne, match au cours duquel il inscrit un but. Il joue son dernier match le 13 février 2002, en amical contre le Portugal. Il porte à quatre reprises le brassard de capitaine.
Il dispute deux phases finales de coupe du monde, en 1994 et 1998. Lors du mondial 1994 organisé aux États-Unis, il joue cinq matchs et atteint le stade des quarts de finale. Il joue à nouveau trois matchs lors du mondial 1998 qui se déroule en France.
Il joue également le championnat d'Europe 1996 et le championnat d'Europe 2000, où la sélection espagnole atteint à chaque fois les quarts de finale.

### Entraîneur
En 2010, il obtient le titre de champion d'Espagne en tant qu'entraîneur des juniors du FC Barcelone.
En mai 2012, il devient l'entraîneur du Recreativo de Huelva, en D2 espagnole. Il quitte le Recreativo en juin 2014.
En avril 2015, il est recruté par l'UD Almería où il remplace Juan Ignacio Martínez. Il débute sur le banc d'Almería au Camp Nou face au FC Barcelone le 8 avril, lors de la 30e journée de championnat (défaite 4 à 0). Au terme de la saison, Almería est relégué en D2, ce qui n'empêche pas Sergi de conserver son poste pour la saison suivante. Il est limogé le 3 octobre 2015, après que le club n'ait obtenu que sept points en autant de matches.
Le 5 avril 2017, il devient entraîneur du RCD Majorque qui lutte pour son maintien en D2.
Le 26 novembre 2017, il rejoint le club chinois de Hangzhou Greentown. Il est limogé en juillet 2019.
Le 11 juin 2021, il devient entraîneur du FC Barcelone B qui évolue en Primera División RFEF.
Le 28 octobre 2021, à la suite du limogeage de Ronald Koeman, Sergi Barjuan est nommé entraîneur par intérim de l'équipe première du FC Barcelone. Il est sur le banc lors de trois matches (face au Deportivo Alavés, Dynamo Kiev et Celta de Vigo, pour un bilan d'une victoire et deux nuls). À la suite de l'arrivée  de Xavi Hernández, il retourne entraîner l'équipe filiale le 7 novembre 2021.

### Consultant sportif
En février 2016, il rejoint la chaîne catalane TV3 pour commenter les matches de la Ligue des champions.

## Clubs
- 1993-2002 :  FC Barcelone
- 2002-2005 :  Atlético de Madrid

## Palmarès

### Joueur
Avec le FC Barcelone :
- Finaliste de la Ligue des champions en 1994
- Vainqueur de la Coupe des coupes en 1997
- Vainqueur de la Supercoupe de l'UEFA en 1997
- Champion d'Espagne en 1994, 1998 et 1999
- Vainqueur de la Copa del Rey en 1997 et 1998
- Vainqueur de la Supercoupe d'Espagne en 1995 et 1997

### Entraîneur
- Champion d'Espagne en 2010 avec les juniors du FC Barcelone

## Distinction personnelle
- Prix Don Balón de révélation de l'année en 1994